# Stadi asiatici per capienza
Questo è un elenco dei maggiori stadi asiatici ordinati per capienza. L'elenco include gli stadi sportivi (calcio, rugby, cricket ecc.) e non utilizzati per corse (automobilismo, motociclismo ecc.) con almeno 30 000 posti e che si trovino in Asia esclusi gli Stati tradizionalmente europei (Turchia, Russia, Cipro, Georgia, Kazakistan, Israele, Armenia e Azerbaigian)
| Stadio                                           | Capienza                       | Città                      | Paese               | Usufruttuari |
| ------------------------------------------------ | ------------------------------ | -------------------------- | ------------------- | --- |
| Rungrado May Day Stadium                         | 150.000                        | Pyongyang                  | Corea del Nord      | Nazionale di calcio della Corea del Nord                                                                                     |
| Yuva Bharati Krirangan                           | 120.000                        | Calcutta                   | India               | Sporting Club East Bengal, Mohammedan Sporting Club, Mohun Bagan Athletic Club, alcune partite del Chirag United Club Kerala |
| Stadio nazionale di Bukit Jalil                  | 100.200                        | Kuala Lumpur               | Malaysia            | Nazionale di calcio della Malaysia                                                                                           |
| Stadio Azadi                                     | 100.000                        | Teheran                    | Iran                | Nazionale di calcio dell'Iran, Esteghlal Cultural and Athletic Club, Persepolis Football Club                                |
| Stadio nazionale di Pechino                      | 91.000 (80.000 dopo olimpiadi) | Pechino                    | Cina                | Nessuna; ha ospitato le Olimpiadi 2008                                                                                       |
| Bung Karno Stadium                               | 88.306                         | Giacarta                   | Indonesia           | Nazionale di calcio dell'Indonesia                                                                                           |
| Stadio del Centro olimpico di Guangdong          | 80.012                         | Canton                     | Cina                | Nessuna; ha ospitato i Giochi asiatici 2010                                                                                  |
| Stadio di Shanghai                               | 80.000                         | Shanghai                   | Cina                | alcune partite dello Shanghai Liancheng Zuqiu Julebu                                                                         |
| Jawaharlal Nehru Stadium                         | 78.000                         | Nuova Delhi                | India               | alcune partite della lega locale                                                                                             |
| Stadio internazionale di Yokohama                | 72.327                         | Yokohama                   | Giappone            | Yokohama F·Marinos |
| Stadio Yadegar-e-Emam                            | 71.000                         | Tabriz                     | Iran                | alcune partite del Tractor Sport Club                                                                                        |
| Stadio Kim Il-sung                               | 70.000                         | Pyongyang                  | Corea del Nord      | Pyongyang Sports Club |
| Stadio Olimpico                                  | 69.841                         | Seul                       | Corea del Sud       | Nazionale di calcio della Corea del Sud                                                                                      |
| Stadio Shah Alam                                 | 69.372                         | Shah Alam                  | Malaysia            | Persatuan Bolasepak Selangor                                                                                                 |
| Stadio internazionale Re Fahd                    | 67.000                         | Riad                       | Arabia Saudita      | Al-Hilal Saudi Club, Al-Shabab Club                                                                                          |
| Stadio dei Lavoratori di Pechino                 | 66.161                         | Pechino                    | Cina                | alcune partite del Beijing Guo'an Zuqiu Julebu                                                                               |
| Seoul World Cup Stadium                          | 66.080                         | Seul                       | Corea del Sud       | Football Club Seoul |
| Stadio di Taegu                                  | 65.754                         | Taegu                      | Corea del Sud       | Daegu Football Club |
| Stadio internazionale di Bassora                 | 65.000                         | Bassora                    | Iraq                | Nazionale di calcio dell'Iraq                                                                                                |
| Stadio Rajamangala                               | 65.000                         | Bangkok                    | Thailandia          | Nazionale di calcio della Thailandia                                                                                         |
| Stadio internazionale Jaber Al-Ahmad             | 65.000                         | Al Kuwait                  | Kuwait              | Nazionale di calcio del Kuwait                                                                                               |
| Saitama Stadium 2002                             | 63.700                         | Saitama                    | Giappone            | Urawa Red Diamonds |
| Eden Gardens                                     | 63.000                         | Calcutta                   | India               | Bengal cricket team, Kolkata Knight Riders                                                                                   |
| Conson Stadium                                   | 62.000                         | Tsingtao                   | Cina                | Qingdao Hainiu Zuqiu Julebu                                                                                                  |
| Stadio internazionale di Aleppo                  | 61.000                         | Aleppo                     | Siria               | Al-Ittihad Sports Club of Aleppo                                                                                             |
| Gaddafi Stadium                                  | 60.000                         | Lahore                     | Pakistan            | Nazionale di cricket del Pakistan                                                                                            |
| DY Patil Stadium                                 | 60.000                         | Navi Mumbai                | India               | alcune partite del Mumbai Indians                                                                                            |
| Jawaharlal Nehru Stadium                         | 60.000                         | Kochi                      | India               | FC Kochin, Chirag United Club Kerala                                                                                         |
| Kobe Universiade Memorial Stadium                | 60.000                         | Kōbe                       | Giappone            | alcune partite del Vissel Kobe                                                                                               |
| Centro sportivo olimpico di Nanchino             | 60.000                         | Nanchino                   | Cina                | alcune partite della squadra locale di calcio                                                                                |
| Stadio Palaran                                   | 60.000                         | Samarinda                  | Indonesia           | nessuna; ha ospitato l'edizione 2008 del Pekan Olahraga Nasional                                                             |
| Stadio Olimpico (Shenyang)                       | 60.000                         | Shenyang                   | Cina                | Guangzhou Cheng Zuqiu Julebu                                                                                                 |
| Stadio di Tianhe                                 | 60.000                         | Canton                     | Cina                | alcune partite del Guangzhou Zuqiu Julebu                                                                                    |
| Stadio del Centro olimpico di Tientsin           | 60.000                         | Tientsin                   | Cina                | alcune partite delle squadre locali di calcio, ha ospitato il torneo di calcio ai Giochi della XXIX Olimpiade                |
| Wuhan Sports Center Stadium                      | 60.000                         | Wuhan                      | Cina                | alcune partite dello Hubei Wuhan Zhiye Zuqiu Julebu                                                                          |
| Stadio Città di Hohhot                           | 60.000                         | Hohhot                     | Cina                | squadre locali |
| Jinan Olympic Sports Center Stadium              | 60.000                         | Jinan                      | Cina                | squadre locali |
| Hefei Olympic Sports Center Stadium              | 60.000                         | Hefei                      | Cina                | Anhui Jiufang F.C. |
| Harbin Sports City Center Stadium                | 60.000                         | Harbin                     | Cina                | squadre locali |
| Stadio del Centro sportivo olimpico di Chongqing | 58.680                         | Chongqing                  | Cina                | Chongqing Liangjiang Jingji Zuqiu Julebu                                                                                     |
| Stadio Città dello sport Camille Chamoun         | 57.600                         | Beirut                     | Libano              | Nazionale di calcio del Libano                                                                                               |
| Stadio Olimpico                                  | 57.363                         | Tokyo                      | Giappone            | ospita la Coppa dell'Imperatore e le finali della Coppa J.League                                                             |
| Shaanxi Coca-Cola Stadium                        | 57.000                         | Xi'an                      | Cina                | Beijing Chengfeng Zuqiu Julebu                                                                                               |
| Dalian People's Stadium                          | 55.843                         | Dalian                     | Cina                | Dalian Shide Zuqiu Julebu |
| Helong Stadium                                   | 55.000                         | Changsha                   | Cina                | Hunan Xiangtao Zuqiu Julebu                                                                                                  |
| Stadio Hanshin Kōshien                           | 55.000                         | Nishinomiya                | Giappone            | Hanshin Tigers, Campionato liceale giapponese di baseball                                                                    |
| M. Chinnaswamy Stadium                           | 55.000                         | Bangalore                  | India               | squadra di cricket del Karnataka, Royal Challengers Bangalore                                                                |
| Stadio centrale Paxtakor                         | 55.000                         | Tashkent                   | Uzbekistan          | Nazionale di calcio dell'Uzbekistan, Professional Futbol Klubi Paxtakor                                                      |
| Rajiv Gandhi International Cricket Stadium       | 55.000                         | Hyderabad                  | India               | squadra di cricket Hyderabad, Deccan Chargers                                                                                |
| Stadio nazionale di Singapore                    | 55.000                         | Kallang                    | Singapore           | Nazionale di calcio di Singapore                                                                                             |
| Wulihe Stadium                                   | 55.000                         | Shenyang                   | Cina                | Guangzhou Cheng Zuqiu Julebu                                                                                                 |
| World Games Stadium                              | 55.000                         | Kaohsiung                  | Taiwan              | squadre di calcio locali |
| Busan Asiad Stadium                              | 53.864                         | Pusan                      | Corea del Sud       | Busan IPark Football Club |
| Municipal Corporation Stadium                    | 53.000                         | Kozhikode                  | India               | alcune partite delle squadre locali di calcio                                                                                |
| Shizuoka Stadium                                 | 51.349                         | Fukuroi                    | Giappone            | alcune partite dello Júbilo Iwata e dello Shimizu S-Pulse                                                                    |
| Huanglong Stadium                                | 51.139                         | Hangzhou                   | Cina                | Zhejiang Zhiye Zuqiu Julebu                                                                                                  |
| Jiaodaruisun Stadium                             | 51.000                         | Xi'an                      | Cina                | alcune partite dello Ha'erbin Guoli Zuqiu Julebu e dello Xi'an Anxinyuan                                                     |
| Incheon Munhak Stadium                           | 50.256                         | Incheon                    | Corea del Sud       | Incheon United Football Club                                                                                                 |
| Tokyo Stadium                                    | 50.100                         | Tokyo                      | Giappone            | Football Club Tokyo, Tokyo Verdy                                                                                             |
| Hiroshima Big Arch                               | 50.000                         | Hiroshima                  | Giappone            | Sanfrecce Hiroshima |
| Jilin People's Stadium                           | 50.000                         | Jilin                      | Cina                | alcune partite delle squadre locali                                                                                          |
| JSCA International Cricket Stadium               | 50.000                         | Ranchi                     | India               | Nazionale di cricket dell'India, Jharkhand Cricket, Kolkata Knight Riders                                                    |
| Stadio Internazionale Khalifa                    | 50.000                         | Doha                       | Qatar               | Nazionale di calcio del Qatar                                                                                                |
| Lagaligo Stadium                                 | 50.000                         | Palopo                     | Indonesia           | Gaspa Palopo |
| M. A. Chidambaram Stadium                        | 50.000                         | Chennai                    | India               | squadra di cricket Tamil Nadu, Chennai Super Kings                                                                           |
| Stadio Nagai                                     | 50.000                         | Osaka                      | Giappone            | Cerezo Osaka |
| Phnom Pehn National Olympic Stadium              | 50.000                         | Phnom Penh                 | Cambogia            | Khemara |
| Sultan Mizan Zainal Abidin Stadium               | 50.000                         | Kuala Terengganu           | Malaysia            | alcune partite del Terengganu FA                                                                                             |
| The Sevens                                       | 50.000                         | Dubai                      | Emirati Arabi Uniti | Selezione di rugby a 15 del Golfo Persico                                                                                    |
| Henan Provincial Stadium                         | 50.000                         | Zhengzhou                  | Cina                | squadre locali |
| Xinjiang Sports Centre                           | 50.000                         | Ürümqi                     | Cina                | squadre locali |
| Yanji People's Stadium                           | 50.000                         | Yanji                      | Cina                | squadre locali |
| Guangzhou University City Stadium                | 50.000                         | Canton                     | Cina                | squadre locali |
| Stadio Città dello sport Zayed                   | 49.500                         | Abu Dhabi                  | Emirati Arabi Uniti | finale della Coppa del Presidente degli Emirati Arabi Uniti                                                                  |
| Miyagi Stadium                                   | 49.133                         | Rifu                       | Giappone            | alcune partite del Vegalta Sendai                                                                                            |
| Jinnah Sports Stadium                            | 48.700                         | Islamabad                  | Pakistan            | alcune partite della Nazionale di calcio del Pakistan                                                                        |
| Fukuoka Dome                                     | 48.000                         | Fukuoka                    | Giappone            | Fukuoka SoftBank Hawks |
| Osaka Dome                                       | 48.000                         | Osaka                      | Giappone            | alcune partite del Orix Buffaloes                                                                                            |
| Narendra Modi Stadium                            | 48.000                         | Ahmedabad                  | India               | squadra di cricket del Gujarat                                                                                               |
| Sher-e-Bangla Mirpur Stadium                     | 47.000                         | Dacca                      | Bangladesh          | alcune partite della Nazionale di cricket del Bangladesh                                                                     |
| Tokyo Dome                                       | 46.314                         | Tokyo                      | Giappone            | Yomiuri Giants |
| VDCA Stadium                                     | 46.000                         | Visakhapatnam              | India               | Nazionale di cricket dell'India, Andhra Cricket                                                                              |
| Abbasiyyin Stadium                               | 45.000                         | Damasco                    | Siria               | Al-Jaish, Al-Wahda, Al Majd                                                                                                  |
| Fatorda Stadium                                  | 45.000                         | Margao                     | India               | Dempo Sports Club, Salgaocar Sports Club, Sporting Clube de Goa                                                              |
| Naghsh-e-Jahan Stadium                           | 45.000                         | Esfahan                    | Iran                | Foolad Mobarekeh Sepahan Football Club                                                                                       |
| Quaid-I-Azam Stadium                             | 45.000                         | Mirpur                     | Pakistan            | viene utilizzato per il cricket                                                                                              |
| Stadio Toyota                                    | 45.000                         | Toyota                     | Giappone            | alcune partite del Nagoya Grampus                                                                                            |
| National Hockey Stadium Lahore                   | 45.000                         | Lahore                     | Pakistan            | Nazionale di hockey su prato del Pakistan                                                                                    |
| Green Park Stadium                               | 45.000                         | Kanpur                     | India               | squadra di cricket del Uttar Pradesh                                                                                         |
| Yantai Sports Park Stadium                       | 45.000                         | Yantai                     | Cina                | squadre locali |
| Ulsan Munsu Football Stadium                     | 44.466                         | Ulsan                      | Corea del Sud       | Ulsan Hyundai Football Club                                                                                                  |
| Gwangju World Cup Stadium                        | 44.118                         | Gwangju                    | Corea del Sud       | Gimcheon Sangmu Football Club                                                                                                |
| Shandong Stadium                                 | 43.700                         | Jinan                      | Cina                | Shandong Taishan Zuqiu Julebu                                                                                                |
| Jeonju World Cup Stadium                         | 43.348                         | Jeonju                     | Corea del Sud       | Jeonbuk Hyundai Motors Football Club                                                                                         |
| Suwon World Cup Stadium                          | 43.288                         | Suwon                      | Corea del Sud       | Suwon Samsung Bluewings Football Club                                                                                        |
| Stadio Ōita                                      | 43.254                         | Ōita                       | Giappone            | Oita Trinita |
| Sapporo Dome                                     | 42.831                         | Sapporo                    | Giappone            | Hokkaido Consadole Sapporo, Hokkaido Nippon-Ham Fighters                                                                     |
| Stadio Niigata                                   | 42.300                         | Niigata                    | Giappone            | Albirex Niigata |
| Jeju World Cup Stadium                           | 42.256                         | Seogwipo                   | Corea del Sud       | Jeju United Football Club |
| Chengdu Sports Center                            | 42.000                         | Chengdu                    | Cina                | Chengdu Tiancheng Zuqiu Julebu                                                                                               |
| Stadio Mohammed bin Zayed                        | 42.000                         | Abu Dhabi                  | Emirati Arabi Uniti | Al-Jazira Club |
| Goyang Stadium                                   | 41.311                         | Goyang                     | Corea del Sud       | Kookmin Bank Football Club 1983                                                                                              |
| Daejeon World Cup Stadium                        | 41.295                         | Daejeon                    | Corea del Sud       | Daejeon Hana Citizen Football Club                                                                                           |
| Nagoya Dome                                      | 40.500                         | Nagoya                     | Giappone            | Chunichi Dragons |
| Stadio Al-Shaab                                  | 40.000                         | Baghdad                    | Iraq                | Al-Shorta Sports Club |
| Jawaharlal Nehru Stadium                         | 40.000                         | Chennai                    | India               | Indian Bank Recreational Club                                                                                                |
| Feroz Shah Kotla                                 | 40.000                         | Delhi                      | India               | squadra di cricket di Delhi, Delhi Daredevils                                                                                |
| Hang Jebat Stadium                               | 40.000                         | Malacca                    | Malaysia            | Melaka Telekom |
| Hongchen Stadium                                 | 40.000                         | Tsingtao                   | Cina                | alcune partite delle squadre locali                                                                                          |
| Hong Kong Stadium                                | 40.000                         | So Kon Po                  | Cina                | Nazionale di calcio di Hong Kong                                                                                             |
| Jakabaring Stadium                               | 40.000                         | Palembang                  | Indonesia           | Sriwijaya Football Club |
| Jalak Harupat Soreang Stadium                    | 40.000                         | Bandung                    | Indonesia           | Persikab |
| Joaquin F. Enriquez Memorial Stadium             | 40.000                         | Zamboanga                  | Filippine           | Zamboanga FA |
| My Dinh National Stadium                         | 40.000                         | Hanoi                      | Vietnam             | Nazionale di calcio del Vietnam                                                                                              |
| Negeri Pulau Pinang Stadium                      | 40.000                         | Batu Kawan                 | Malaysia            | alcune partite del Penang Football Club                                                                                      |
| Stadio del Centro sportivo olimpico              | 40.000                         | Pechino                    | Cina                | alcune partite delle squadre locali                                                                                          |
| Punjab Cricket Association Stadium               | 40.000                         | Sahibzada Ajit Singh Nagar | India               | squadra di cricket Punjab, Kings XI Punjab                                                                                   |
| R. Premadasa Stadium                             | 40.000                         | Colombo                    | Sri Lanka           | Nazionale di cricket dello Sri Lanka                                                                                         |
| Sarawak Stadium                                  | 40.000                         | Kuching                    | Malaysia            | Sarawak FA |
| Stadio Merdeka                                   | 40.000                         | Kuala Lumpur               | Malaysia            | PB Kuala Lumpur |
| Tainan County Stadium                            | 40.000                         | Tainan                     | Taiwan              | alcune partite delle squadre locali                                                                                          |
| Franso Hariri Stadium                            | 40.000                         | Erbil                      | Iraq                | Arbil FC |
| Tuodong Stadium                                  | 40.000                         | Kunming                    | Cina                | alcune partite della Nazionale di calcio della Cina e alcune partite delle squadre locali                                    |
| Vidarbha Cricket Association Ground              | 40.000                         | Nagpur                     | India               | squadra di cricket Vidarbha                                                                                                  |
| Wankhede Stadium                                 | 40.000                         | Mumbai                     | India               | squadra di cricket Mumbai, Mumbai Indians                                                                                    |
| Kanchenjunga Stadium                             | 40.000                         | Siliguri                   | India               | partite di calcio locali |
| JRD Tata Sports Complex                          | 40.000                         | Jamshedpur                 | India               | partite di calcio locali |
| Bogyoke Aung San Stadium                         | 40.000                         | Yangon                     | Birmania            | |
| Taizhou Sports Center                            | 40.000                         | Taizhou                    | Cina                | squadre locali |
| Wuhu Olympic Stadium                             | 40.000                         | Wuhu                       | Cina                | squadre locali |
| Riverside Sports Center                          | 40.000                         | Shanghai                   | Cina                | squadre locali |
| Kashima Soccer Stadium                           | 39.026                         | Kashima                    | Giappone            | Kashima Antlers |
| Complesso sportivo del Sultano Qabus             | 39.000                         | Mascate                    | Oman                | Nazionale di calcio dell'Oman, Muscat Club                                                                                   |
| Changchun City Stadium                           | 38.500                         | Changchun                  | Cina                | Changchun Yatai |
| King Abdul Aziz Stadium                          | 38.000                         | La Mecca                   | Arabia Saudita      | Al-Wahda FC |
| Meiji-Jingu Stadium                              | 37.933                         | Tokyo                      | Giappone            | Tokyo Yakult Swallows |
| TEDA Football Stadium                            | 37.450                         | Tientsin                   | Cina                | Tianjin Jinmen Hu Zuqiu Julebu                                                                                               |
| Yutong International Sports Center               | 37.000                         | Shijiazhuang               | Cina                | calcio |
| Stadio Qajımuqan Muñaýtpasov                     | 37.000                         | Şımkent                    | Kazakistan          | Ordabası Fwtbol Klwbı |
| Bangabandhu National Stadium                     | 36.000                         | Dacca                      | Bangladesh          | Nazionale di calcio del Bangladesh                                                                                           |
| Century Lotus Stadium                            | 36.000                         | Foshan                     | Cina                | squadre locali |
| Meihu Sports Centre                              | 35.260                         | Yiwu                       | Cina                | squadre locali |
| Prince Mohamed bin Fahd Stadium                  | 35.000                         | Dammam                     | Arabia Saudita      | Al-Ettifaq Club |
| Yuexiushan Stadium                               | 35.000                         | Canton                     | Cina                | Guangzhou Zuqiu Julebu |
| Bahrain National Stadium                         | 35.000                         | Manama                     | Bahrein             | Nazionale di calcio del Bahrein                                                                                              |
| Suphachalasai Stadium                            | 35.000                         | Bangkok                    | Thailandia          | alcune partite della Nazionale di calcio della Thailandia                                                                    |
| Darulmakmur Stadium                              | 35.000                         | Kuantan                    | Malaysia            | Pahang FA, Shahzan Muda FC                                                                                                   |
| Delta Stadium                                    | 35.000                         | Sidoarjo                   | Indonesia           | Deltras Sidoarjo |
| Samen Stadium                                    | 35.000                         | Mashhad                    | Iran                | F.C. Aboomoslem |
| Municipal Corporation Stadium                    | 35.000                         | Kozhikode                  | India               | alcune partite delle squadre locali                                                                                          |
| Suzhou City Stadium                              | 35.000                         | Suzhou                     | Cina                | alcune partite delle squadre locali                                                                                          |
| Liuzhou Sports Centre                            | 35.000                         | Pechino                    | Cina                | alcune partite delle squadre locali                                                                                          |
| Xinhua Road Sports Center                        | 35.000                         | Wuhan                      | Cina                | alcune partite delle squadre locali                                                                                          |
| Barabati Stadium                                 | 35.000                         | Cuttack                    | India               | Odisha cricket team |
| Markaziy Stadium                                 | 35.000                         | Namangan                   | Uzbekistan          | alcune partite delle squadre locali                                                                                          |
| Wutaishan Stadium                                | 35.000                         | Nanchino                   | Cina                | alcune partite delle squadre locali                                                                                          |
| Liuzhou Sports Centre                            | 35.000                         | Pechino                    | Cina                | alcune partite delle squadre locali                                                                                          |
| Karachi National Stadium                         | 34.228                         | Karachi                    | Pakistan            | Karachi cricket teams, Pakistan International Airlines cricket team, Nazionale di cricket del Pakistan                       |
| Stadio del Parco Misaki                          | 34.000                         | Kōbe                       | Giappone            | Vissel Kobe |
| Stadio Olimpico                                  | 33.572                         | Qinhuangdao                | Cina                | nessuna, ha ospitato alcune partite di calcio ai Giochi della XXIX Olimpiade                                                 |
| Stadio Hongkou                                   | 33.060                         | Shanghai                   | Cina                | Shanghai Shenhua Zuqiu Julebu                                                                                                |
| Stadio Shenzhen                                  | 33.000                         | Shenzhen                   | Cina                | Shenzhenshi Zuqiu Julebu |
| Stadio Fengtai di Pechino                        | 33.000                         | Pechino                    | Cina                | Beijing Guo'an Zuqiu Julebu                                                                                                  |
| Darul Aman Stadium                               | 32.387                         | Alor Star                  | Malaysia            | Kedah FA, Kuala Muda Naza FC                                                                                                 |
| Stadio Al-Shohada                                | 32.000                         | Baghdad                    | Iraq                | Al-Quwa Al-Jawiya |
| Xiamen Stadium                                   | 32.000                         | Xiamen                     | Cina                | Xiamen Lanshi Zuqiu Julebu                                                                                                   |
| Datianwan Stadium                                | 32.000                         | Chongqing                  | Cina                | alcune partite del Chongqing Liangjiang Jingji Zuqiu Julebu                                                                  |
| Fushun Leifeng Stadium                           | 32.000                         | Fushun                     | Cina                | Liaoning Panjin Hongyun Zuqiu Julebu                                                                                         |
| Thuwunna Stadium                                 | 32.000                         | Yangon                     | Birmania            | |
| Xinxiang Stadium                                 | 31.800                         | Luoyang                    | Cina                | alcune partite della squadre locali                                                                                          |
| Chengdu Longquanyi Football Stadium              | 30.800                         | Chengdu                    | Cina                | alcune partite delle squadre locali                                                                                          |
| Stadio Jinzhou                                   | 30.776                         | Dalian                     | Cina                | Dalian Shide Zuqiu Julebu |
| Maguwoharjo Stadium                              | 30.000                         | Sleman                     | Indonesia           | PSS Sleman |
| Stadio Olimpico                                  | 30.000                         | Aşgabat                    | Turkmenistan        | Nazionale di calcio del Turkmenistan                                                                                         |
| Zhengzhou Hanghai Stadium                        | 30.000                         | Zhengzhou                  | Cina                | Henan Songshan Longmen Zuqiu Julebu                                                                                          |
| Hagongda Stadium                                 | 30.000                         | Harbin                     | Cina                | alcune partite della squadre locali                                                                                          |
| Qilihe Stadium                                   | 30.000                         | Lanzhou                    | Cina                | alcune partite delle squadre locali                                                                                          |
| Xiangtan Sports Centre                           | 30.000                         | Xiangtan                   | Cina                | alcune partite delle squadre locali                                                                                          |
| Hankou Cultural Sports Centre                    | 30.000                         | Wuhan                      | Cina                | alcune partite delle squadre locali                                                                                          |
| Stadio internazionale di Kerbela                 | 30.000                         | Kerbela                    | Iraq                | Karbala FC |
| Stadio internazionale Al-Najaf                   | 30.000                         | Najaf                      | Iraq                | Al-Najaf FC |
| Stadio di Duhok                                  | 30.000                         | Dihok                      | Iraq                | Duhok SC |
| Likas Stadium                                    | 30.000                         | Kota Kinabalu              | Malaysia            | Sabah Football Association                                                                                                   |
| Perak Stadium                                    | 30.000                         | Ipoh                       | Malaysia            | Perak Football Association                                                                                                   |
| Tan Sri Dato Hj Hassan Yunos Stadium             | 30.000                         | Johor Bahru                | Malaysia            | Johor Darul Ta'zim Football Club, Johor Darul Ta'zim II F.C.                                                                 |
| Taoyuan County Stadium                           | 30.000                         | Taoyuan                    | Taiwan              | alcune partite delle squadre locali di calcio                                                                                |
| Chungcheng Stadium                               | 30.000                         | Kaohsiung                  | Taiwan              | alcune partite delle squadre locali di calcio                                                                                |
| Taipei County Stadium                            | 30.000                         | Distretto di Banqiao       | Taiwan              | alcune partite delle squadre locali di calcio                                                                                |
| Stadio Kanjuruhan                                | 30.000                         | Malang                     | Indonesia           | Arema Malang |
| Stadion Gajayana                                 | 30.000                         | Malang                     | Indonesia           | Persema Malang |
| Gelora 10 November Stadium                       | 30.000                         | Surabaya                   | Indonesia           | Persatuan Sepakbola Surabaya                                                                                                 |
| Sree Kanteerava Stadium                          | 30.000                         | Bangalore                  | India               | Indian Telephone Industries, atletica                                                                                        |
| Yanggakdo Stadium                                | 30.000                         | Pyongyang                  | Corea del Nord      | Pyongyang Sports Club |
| Rangiri Dumbulla Stadium                         | 30.000                         | Dambulla                   | Sri Lanka           | Nazionale di cricket dello Sri Lanka                                                                                         |
| G. M. C. Balayogi Athletic Stadium               | 30.000                         | Hyderabad                  | India               | squadre locali di cricket |
| Lal Bahadur Shastri Stadium                      | 30.000                         | Hyderabad                  | India               | Hyderabad cricket team, Hyderabad Heroes, Andhra Pradesh cricket team                                                        |
| Khuman Lampak Main Stadium                       | 30.000                         | Imphal                     | India               | squadre di calcio locali |
| Hanazono Rugby Stadium                           | 30.000                         | Higashiōsaka               | Giappone            | Kintetsu Liners |
| Mattoangin Stadium                               | 30.000                         | Makassar                   | Indonesia           | Persatuan Sepak Bola Makassar                                                                                                |
| Multan Cricket Stadium                           | 30.000                         | Multan                     | Pakistan            | alcune partite della Nazionale di cricket del Pakistan                                                                       |
| Sawai Mansingh Stadium                           | 30.000                         | Jaipur                     | India               | Rajasthan Royals, Rajasthan cricket team                                                                                     |
| Stadio atletico Indira Gandhi                    | 30.000                         | Guwahati                   | India               | squadre locali di calcio |
| S. R. Bhosle Krida Sankul Stadium                | 30.000                         | Mumbai                     | India               | squadre locali di calcio |
| Rizal Memorial Track and Football Stadium        | 30.000                         | Manila                     | Filippine           | squadre locali di calcio |
| Althawra Sports City Stadium                     | 30.000                         | Sana'a                     | Yemen               | Nazionale di calcio dello Yemen                                                                                              |
| Markaziy Stadium                                 | 30.000                         | Kosonsoy                   | Uzbekistan          | squadre di calcio locali |
| Sultan Hassal Bolkiah Stadium                    | 30.000                         | Bandar Seri Begawan        | Brunei              | squadre di calcio locali |
| Stadio 11 aprile                                 | 30.000                         | Şanlıurfa                  | Turchia             | Şanlıurfa Spor Kulübü |
| Hohhot People's Stadium                          | 30.000                         | Hohhot                     | Cina                | squadre locali |
| Jinshan Sports Centre                            | 30.000                         | Shanghai                   | Cina                | squadre locali |
| Wuxi Sports Center                               | 30.000                         | Wuxi                       | Cina                | squadre locali |
| Xiannongtan Stadium                              | 30.000                         | Pechino                    | Cina                | squadre locali |
| The Float @ Marina Bay                           | 30.000                         | Marina Bay                 | Singapore           | Sport Singapore |
| Astana Arena                                     | 30.000                         | Astana                     | Kazakistan          | Astana |
| Jiangning Sports Center                          | 30.000                         | Nanchino                   | Cina                | squadre locali |
| Perjiwa Stadium                                  | 30.000                         | Tenggarong                 | Indonesia           | squadre locali |